# Boulevard de Doulon
Le boulevard de Doulon est une voie de Nantes.

## Situation et accès
Situé à la limite des quartiers Malakoff - Saint-Donatien et Doulon - Bottière et constituant une partie des « boulevards de ceinture » nantais, le boulevard, long de près d'un 1 km, part du prolongement du boulevard des Poilus au nord, pour déboucher sur celui de Seattle au sud dont il est séparé par un pont ferroviaire enjambant la ligne de Tours à Nantes. À la moitié de son tracé se trouve la place Gabriel-Trarieux.

## Origine du nom
Il rappelle l'ancienne commune de Doulon , désormais rattachée à la ville de Nantes, à laquelle il menait

## Historique
Le boulevard fut construit à l'initiative de la ville de Nantes qui souhaitait alors relier la commune de Doulon à celle de Chantenay. La décision fut prise par les édiles nantais en 1873, au grand dam de leurs homologues doulonnais qui y voyaient là une atteinte à l'indépendance de leur commune. Finalement, Doulon accepta, deux ans plus tard, l'aménagement du boulevard sur le territoire communal, à la condition que les travaux soient entièrement à la charge de la ville de Nantes, et que celle-ci lui alloue une annuité de 1 600 francs durant 30 ans, à partir de 1876, afin que la commune de Doulon puisse emprunter 40 000 francs à la caisse des chemins vicinaux pour l'acquisition des terrains. Trois plus tard, le boulevard est terminé et mesure 1 438 mètres de long, allant jusqu'au bord de la Loire. En 1881, on envisage même la construction d'un pont franchissant le fleuve afin de rejoindre Saint-Sébastien-sur-Loire, mais ce projet n'aboutira pas.
Lors des pourparlers sur les modalités d'« annexion » de Doulon à Nantes, on propose même au Doulonnais de ne rattacher que la partie la plus urbanisée de leur commune à l'ouest du boulevard (le quartier de « Toutes-Aides ») qui constituerait ainsi la nouvelle limite administrative entre les deux entités. Mais, ni Doulon ni le maire de Nantes, Paul-Émile Sarradin, ne sont favorables à cette solution, l'annexion est décidée par une loi du 3 avril 1908.
Son nom actuel lui a été attribué par délibération du conseil municipal du 10 juillet 1908, peu après l'annexion de la commune de Doulon à la ville de Nantes. Avant cette date, il constitua la partie doulonnaise du « boulevard Saint-Donatien » jusqu'au 25 mai 1898, date à laquelle cette portion prit le nom de « boulevard de Mauves ». La partie sud garde cette dénomination jusqu'à ce qu'elle soit rebaptisée « boulevard de Seattle » en 1981.
Dans les années qui ont suivi, l'artère s'urbanisa. Aujourd'hui, l'essentiel des constructions qui la bordent sont constituées de « maisons de ville » et d'immeubles récents de 4-5 étages maximum.

Du fait de sa position de « boulevard périphérique intérieur », le boulevard de Doulon est parcouru dans sa quasi-totalité par l'une des plus importantes lignes de bus de la Semitan, la ligne 70, qui a son terminus à la station de ligne 1 du tramway : « Boulevard de Doulon », située au croisement de la voie avec la ligne ferroviaire de Nantes à Châteaubriant qu'elle franchit grâce au PN 308. En août 2013, ce terminus est également devenu celui du Chronobus C3, prolongé depuis Malakoff.
À l'orée 2014-2020, il est prévu la mise en service du Chronobus C10 qui devrait remplacer la ligne 70.

## Sources
- Noël Guillet, Doulon : De l'indépendance à l'annexion - Cent ans de vie municipale, Nantes, Association Doulon-histoire, 2000, 194 p. (ISBN 2-908289-19-9)